# Rohunasu
Rohunasu ist eine unbewohnte Insel, 50 Meter von der größten estnischen Insel Saaremaa entfernt. Die Insel liegt in der Landgemeinde Saaremaa im Kreis Saare. Sie liegt in der Bucht Kõiguste laht im Kahtla-Kübassaare hoiuala.
Rohunasu ist 140 Meter lang und 90 Meter breit.